# 21360 Bobduff
21360 Bobduff este o planetă minoră (asteroid), cu un diametru de 8,841 km, din centura de asteroizi. A fost descoperită pe 8 aprilie 1997 la Observatorul Național Kitt Peak de Spacewatch. 
Obiectul prezintă o orbită caracterizată de o semiaxă mare de 3,1954864 UAi, o excentricitate de 0,12, o înclinație de 0,51058 ° în raport cu ecliptica.